# Д. Росс Ледерман
Девід Росс Ледерман (англ. David Ross Lederman; 12 грудня 1894 — 24 серпня 1972) — американський кінорежисер, відомий своїими вестернами, екшн-фільмами, нуарами та пригодницькими фільмами, зробленими протягом 1930-х та 1940-х років.
Кар'єру в кіноіндустрії він почав у серіалі Мака Сеннета «Копи Кейстоуна». Ледерман залишив свій творчий спадок, як режисер фільмів категорії B. На початку 1930-х він зняв кілька вестернів, таких як «Закон двома кулаками» та «Техаський циклон» 1932 році, в яких він працював з акторами Тімом Маккоєм та молодим Джоном Вейном. Наприкінці 1930-х років, Ледерман почав спеціалізуватись на екшн-фільмах та вестернах, продовжуючи продюсувати фільми з Маккоєм для Columbia Pictures.

## Стиль
За відгуками Ледермана вважали дещо жорсткою людиною, який не переносив перезйомок та поведінкою акторів, як «примадонн», через що він неодноразово конфліктував з Тімом Маккоєм. Він був відомий своїм суворим режимом зйомок та тим, що завершував продакшн вчасно та у рамках бюджета, але критики часто критикували Ледермана за те, що деякі з його фільмів виглядали зробленими нашвидкоруч.
У 1950-х Ледерман, як і багато хто з його колег, хто працював у сегменті фільмів категорії B, зосередився на телевізійних серіалах та зняв багато епізодів серіалів «Енні Оукл» (1954), «Буффало Білл-молодший», «Рейнджер» та інших. На початку 1960-х років Ледерман вийшов на пенсію.

## Особисте життя
З середини 1940-х до середини 1950-х Ледерман був одружений із Джун Ледерман. Він всиновив її сина Расті, який народився приблизно у 1943 році.
Д. Росс Ледерман помер у 1972 році.

## Фільмографія
- Sheiks in Bagdad (1925) (Short) (as Ross Lederman)
- A Dog of the Regiment (1927) (as Ross Lederman)
- A Race for Life (1928)
- Rinty of the Desert (1928)
- Shadows of the Night (1928)
- The Million Dollar Collar (1929)
- The Man Hunter (1930) (as Ross Lederman)
- The Phantom of the West (1931)
- The Texas Ranger (1931)
- Branded (1931)
- The Fighting Marshal (1931)
- Конфлікт на ранчо (1931)
- Ridin' for Justice (1932) (as Ross Lederman)
- Техаський циклон (1932)
- High Speed (1932)
- The Riding Tornado (1932)
- Закон з двома кулаками (1932)
- Daring Danger (1932)
- McKenna of the Mounted (1932)
- Speed Demon (1932)
- End of the Trail (1932)
- State Trooper (1933)
- Silent Men (1933)
- Солдати бурі (1933)
- The Whirlwind (1933)
- Rusty Rides Alone (1933)
- The Crime of Helen Stanley (1934)
- Одержимі коханням (1934)
- A Man's Game (1934)
- Beyond the Law (1934)
- Girl in Danger (1934)
- Murder in the Clouds (1934)
- Red Hot Tires (1935)
- Dinky (1935)
- Case of the Missing Man (1935)
- Moonlight on the Prairie (1935)
- Too Tough to Kill (1935)
- Hell-Ship Morgan (1936)
- Pride of the Marines (1936)
- Panic on the Air (1936)
- The Final Hour (1936)
- Alibi for Murder (1936)
- Come Closer, Folks (1936)
- Counterfeit Lady (1936)
- Motor Madness (1937)
- I Promise to Pay (1937)
- The Frame-Up (1937)
- A Dangerous Adventure (1937)
- The Game That Kills (1937)
- Tarzan's Revenge (1938)
- Juvenile Court (1938)
- Adventure in Sahara (1938)
- The Little Adventuress (1938)
- North of Shanghai (1939)
- Racketeers of the Range (1939)
- Military Academy (1940)
- Glamour for Sale (1940)
- Thundering Frontier (1940)
- Father's Son (1941)
- Across the Sierras (1941)
- Shadows on the Stairs (1941)
- Strange Alibi (1941)
- Here Comes the Cavalry (1941) (Short) (as Ross Lederman)
- Passage from Hong Kong (1941)
- The Body Disappears (1941)
- Bullet Scars (1942)
- I Was Framed (1942)
- Escape from Crime (1942)
- Busses Roar (1942)
- The Gorilla Man (1943)
- Adventure in Iraq (1943)
- Find the Blackmailer (1943)
- Gun to Gun (1944) (Short)
- The Racket Man (1944)
- Three of a Kind (1944)
- The Last Ride (1944)
- Navy Nurse (1945) (Short)
- Out of the Depths (1945)
- The Notorious Lone Wolf (1946)
- The Phantom Thief (1946)
- Dangerous Business (1946)
- Sing While You Dance (1946)
- Boston Blackie and the Law (1946)
- The Lone Wolf in Mexico (1947)
- Key Witness (1947)
- The Return of the Whistler (1948)
- Military Academy with That Tenth Avenue Gang (1950)